# Heliotropioideae
Heliotropioideae es una subfamilia de plantas perteneciente a la familia Boraginaceae que tiene 4 géneros.

## Géneros
- Euploca Nutt. (~100 especies, casi cosmopolita)
- Heliotropium L. (~325 especies, casi cosmopolita; incl. Tournefortia L.)
- Ixorhea Fenzl (1 especie, Argentina)
- Myriopus Small (~25 especies, Neotrópicos)